# Ladyschynka
Ladyschynka (ukrainisch Ладижинка; russisch Ладыжинка Ladyschinka, polnisch Ładyżynka) ist ein Dorf im Südwesten der ukrainischen Oblast Tscherkassy mit etwa 2500 Einwohnern (2001).

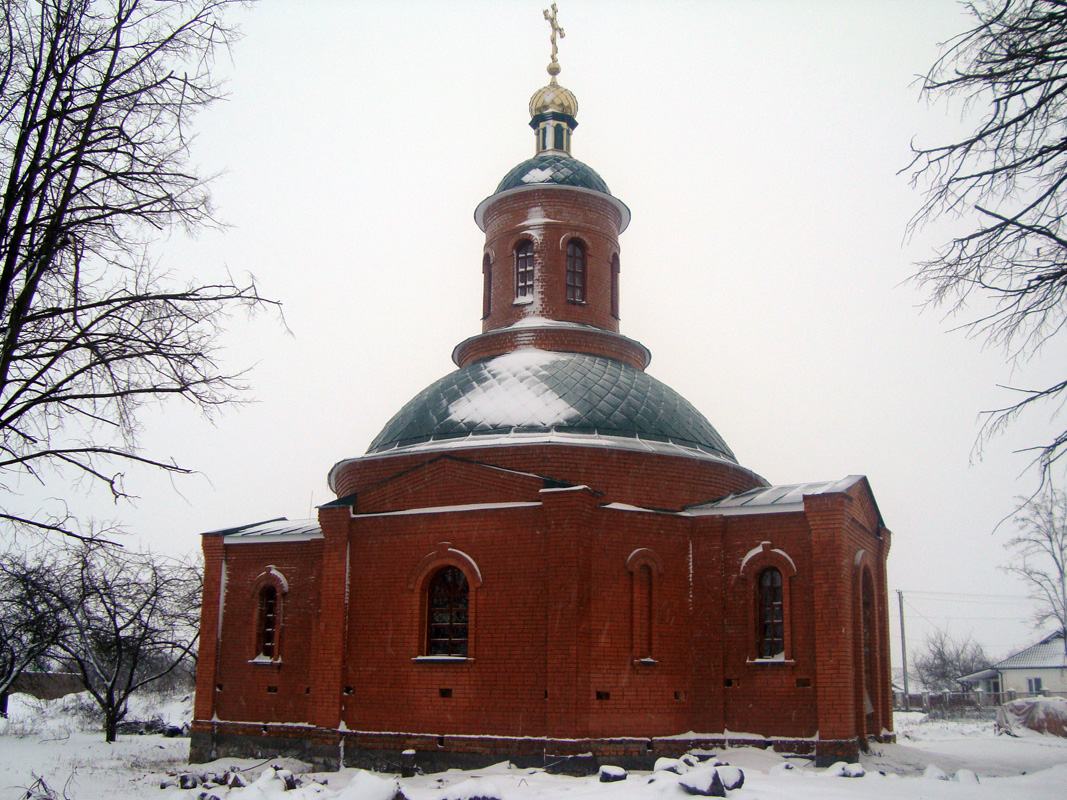
Russisch-Orthodoxe Sankt-Nikolaus-Kirche im Dorf

Das erstmals 1726 schriftlich erwähnte Dorf liegt am Ufer des Jatran (Ятрань), einem 104 km langen, rechten Nebenfluss des Synjucha, 31 km südlich vom Rajonzentrum Uman und etwa 200 km südwestlich vom Oblastzentrum Tscherkassy.
Durch das Dorf verläuft die Fernstraße M 05/E 95 und beginnt die Regionalstraße P–71.

## Verwaltungsgliederung
Am 4. August 2018 wurde das Dorf zum Zentrum der neugegründeten Landgemeinde Ladyschynka (Ладижинська сільська громада/Ladyschynska silska hromada). Zu dieser zählten die 4 in der untenstehenden Tabelle aufgelisteten Dörfer sowie die Ansiedlungen Malyj Satyschok und Satyschok, bis dahin bildete es die gleichnamige Landratsgemeinde Ladyschynka (Ладижинська сільська рада/Ladyschynska silska rada) im Süden des Rajons Uman.
Am 12. Juni 2020 kamen noch die 4 Dörfer Furmanka, Jatraniwka, Ropotucha und Scharyn zum Gemeindegebiet.
Folgende Orte sind neben dem Hauptort Ladyschynka Teil der Gemeinde:
| Name                                       | Name                             | Name                                                           |
| ukrainisch transkribiert                   | ukrainisch                       | russisch                                                       |
| ------------------------------------------ | -------------------------------- | -------------------------------------------------------------- |
| Furmanka                                   | Фурманка                         | Фурманка                                                       |
| Horodnyzja                                 | Городниця                        | Городница (Gorodniza)                                          |
| Jatraniwka                                 | Ятранівка                        | Ятрановка (Jatranowka)                                         |
| Kolodyste                                  | Колодисте                        | Колодистое (Kolodistoje)                                       |
| Malyj Satyschok (bis 2016 Politwiddilowez) | Малий Затишок (Політвідділовець) | Малый Затышок (Maly Satyschok)/Политотделовец (Politotdelowez) |
| Ryschawka                                  | Рижавка                          | Рыжавка                                                        |
| Ropotucha                                  | Ропотуха                         | Ропотуха                                                       |
| Satyschok                                  | Затишок                          | Затышок (Satyschok)                                            |
| Scharyn                                    | Шарин                            | Шарин (Scharin)                                                |
| Tekutscha                                  | Текуча                           | Текуча                                                         |